# Tobias Figueiredo
Pour les articles homonymes, voir Figueiredo.
Tobias Pereira Figueiredo, abrégé Tobias Figueiredo, né le 2 février 1994 à Sátão, est un footballeur portugais. Il joue depuis 2022 au poste de défenseur central au Athletico Paranaense en prêt de Fortaleza E. C..

## Carrière

### En club
À la fin du mois de janvier 2014, Tobias Figueiredo est prêté au CF Reus Deportiu pour une demi-saison.
Il est de nouveau prêté lors de la saison 2016-2017, au Clube Desportivo Nacional cette fois-ci.
Prêté au Nottingham Forest FC de janvier à juin 2018, Figueiredo convainct le club de l'acheter pour la saison 2018-2019.
Le 28 juin 2022, il rejoint Hull City.
Le 11 juillet 2023, il est prêté à Fortaleza Esporte Clube.

### En sélection
Avec les moins de 19 ans, il prend part au championnat d'Europe des moins de 19 ans en 2013. Il joue quatre matchs lors de ce tournoi, inscrivant un but contre la Lituanie en phase de groupe. Le Portugal est battu en demi-finale par la Serbie. Figueiredo porte à deux reprises le brassard de capitaine lors de ce tournoi.
Avec les espoirs, il participe au championnat d'Europe espoirs en 2015. Lors de cette compétition, il joue deux matchs. Le Portugal est battue en finale par la Suède, après une séance de tirs au but.
Figueiredo est ensuite sélectionné pour disputer les Jeux olympiques en 2016 avec le Portugal. Lors du tournoi olympique, il joue trois matchs. Il inscrit un but contre le Honduras. Le Portugal est battu en quart de finale par l'Allemagne.

## Statistiques
| Saison                | Club                    | Championnat           | Championnat | Championnat | Coupe nationale | Coupe nationale | Coupe de la Ligue | Coupe de la Ligue | Supercoupe | Supercoupe | Compétition(s) continentale(s) | Compétition(s) continentale(s) | Compétition(s) continentale(s) | Total | Total |
| Saison                | Club                    | Division              | M.          | B.          | M.              | B.              | M.                | B.                | M.         | B.         | Comp.                          | M.                             | B.                             | M.    | B.    |
| 2012-2013             | Sporting Portugal B     | LigaPro               | 18          | 0           | -               | -               | -                 | -                 | -          | -          | -                              | -                              | -                              | 18    | 0     |
| 2013-2014             | Sporting Portugal B     | LigaPro               | 7           | 0           | -               | -               | -                 | -                 | -          | -          | -                              | -                              | -                              | 7     | 0     |
| 2013-2014             | CF Reus Deportiu (prêt) | Segunda División B    | 13          | 1           | -               | -               | -                 | -                 | -          | -          | -                              | -                              | -                              | 13    | 1     |
| 2014-2015             | Sporting Portugal B     | LigaPro               | 17          | 1           | -               | -               | -                 | -                 | -          | -          | -                              | -                              | -                              | 17    | 1     |
| 2014-2015             | Sporting Portugal       | Primeira Liga         | 14          | 2           | 2               | 1               | 2                 | 0                 | -          | -          | C3                             | 2                              | 0                              | 20    | 3     |
| 2015-2016             | Sporting Portugal B     | LigaPro               | 1           | 0           | -               | -               | -                 | -                 | -          | -          | -                              | -                              | -                              | 1     | 0     |
| 2015-2016             | Sporting Portugal       | Primeira Liga         | 5           | 0           | 1               | 0               | 0                 | 0                 | 0          | 0          | C1+C3                          | 0+4                            | 0+1                            | 10    | 1     |
| 2016-2017             | CD Nacional (prêt)      | Primeira Liga         | 22          | 1           | 0               | 0               | 1                 | 0                 | -          | -          | -                              | -                              | -                              | 23    | 1     |
| Total sur la carrière | Total sur la carrière   | Total sur la carrière | 97          | 5           | 3               | 1               | 3                 | 0                 | 0          | 0          | -                              | 6                              | 1                              | 109   | 7     |

## Palmarès
Il est finaliste de l'Euro espoirs en 2015 avec l'équipe du Portugal.

## Vie privée
Il est le frère de Cristiano, également footballeur professionnel.